# Рубанский сельский совет (Недригайловский район)
Рубанский сельский совет (укр. Рубанська сільська рада) — входит в состав
Недригайловского района
Сумской области
Украины.
Административный центр сельского совета находится в 
с. Рубанка
.

## Населённые пункты совета
- с. Рубанка
- с. Овечья
- с. Шкроботы